# República Argentina (metropolitana di Madrid)
República Argentina è una stazione della linea 6 della metropolitana di Madrid. Si trova sotto l'omonima piazza, nel distretto di Chamartín.

## Storia
La costruzione della stazione era prevista nel piano di ampliamento della metropolitana del 1967, ma venne aperta al pubblico l'11 ottobre 1979, insieme al primo tratto della linea 6.

## Accessi
Ingresso República Argentina
- República Argentina Plaza República Argentina, 8
- Joaquín Costa, dispari Calle Joaquín Costa, 41 (angolo con Calle Rodríguez Marín)
- Juan de la Cierva Calle Juan de la Cierva (angolo con Calle Joaquín Costa, 26)
- Joaquín Costa, pari Calle Joaquín Costa, 26 (angolo con Calle Juan de la Cierva)